# Eviota mikiae
Eviota mikiae · Gobie pygmée de Miki
Espèce
Eviota mikiae', communément nommé Gobie pygmée de Miki, est une espèce de poissons marins de la famille des Gobiidae.
Le Gobie pygmée de Miki est présent dans les eaux tropicales de l'Océan Indien.
Ce gobie pygmée est un petit poisson qui atteint une taille comprise de 35 mm de long.